# Musica rock cilena
La musica rock cilena si riferisce alla musica rock prodotta in Cile oppure da musicisti cileni. I testi rock cileni sono solitamente cantati in lingua spagnola.
La musica rock è stata prodotta per la prima volta in Cile alla fine degli anni 1950 da band che imitavano, e talvolta traducevano, successi rock and roll internazionali dagli Stati Uniti. Questo movimento era noto come "Nueva Ola" (Nuova onda). All'inizio degli anni 1960 iniziarono a emergere anche band che eseguivano brani originali.
Durante la seconda metà degli anni 1960, dopo il successo della musica rock and roll, in Cile nacquero i generi della Nueva Canción Chilena (Nuova canzone cilena) e della Fusión latinoamericana (fusion latinoamericana), portando alla fama artisti come Violeta Parra e Victor Jara come cantanti folk rock estremamente influenti, o Los Jaivas e Congreso che erano strumentalmente più elaborati.
Negli anni 1970, tuttavia, ci fu un declino della scena rock del paese a causa della dittatura militare imposta dal colpo di Stato del 1973. Dal 1973 al 1990, tutte le forme di musica rock furono proibite (insieme a una parte importante della vita culturale), causando una stagnazione nell'industria musicale. In questo contesto crebbe comunque una scena clandestina con nuovi generi come l'heavy metal, il punk rock e la new wave. I Los Prisioneros erano la band più famosa di quest'epoca.
Gli anni 1990 hanno visto l'inizio di un revival della musica rock cilena, con diverse band cilene che hanno trovato popolarità internazionale insieme alla crescita di molti sottogeneri rock come rock alternativo, pop rock, funk rock, reggae, grunge, britpop o rock latino che hanno avuto un certo successo commerciale. I Los Tres sono diventati la rock band più iconica di quest'epoca, insieme a La Ley nel pop.
All'inizio del XXI° secolo, molti altri artisti indipendenti sono diventati sempre più popolari, mentre i precedenti si sono consolidati generando un'eredità culturale di ampia varietà e traiettoria. Synth pop, neo-folk rock, latin rock, alternative rock e pop rock sono tra i sottogeneri di maggior successo di questo periodo.
Sebbene spesso omesso dai mass media, che tendono a preferire la musica mainstream straniera, il Cile ha una vasta e ricca cultura rock, una scena underground ormai consolidata con centinaia di band riconosciute in vari sottogeneri alternativi, nonché potenti scene regionali come quelle di Concepción e Valparaíso.

## Storia

### 1955–1965: il primo rock and roll e la Nueva Ola

#### Il rock and roll negli anni 1950

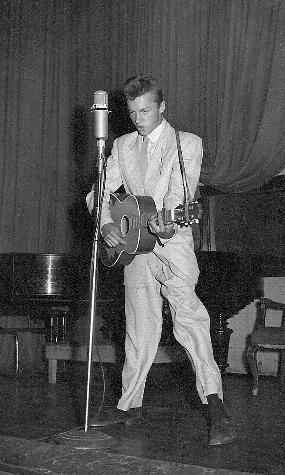
Peter Rock dal vivo

Il rock and roll è nato negli Stati Uniti tra la fine degli anni 1940 e gli anni 1950 e si è espanso rapidamente in tutto il mondo. Alla fine degli anni 1950 emersero i primi gruppi rock and roll cileni, che imitavano in gran parte gruppi popolari nordamericani ed eseguivano canzoni rock and roll che erano già popolari negli Stati Uniti. Alcuni dei primi gruppi rock and roll cileni includevano William Reb y sus Rock Kings e Harry Shaw y Los Truenos, che eseguirono versioni di brani di Elvis Presley nel 1956-57, per poi continuare a registrare versioni di canzoni dei Beatles dopo l'esplosione della Beatlesmania dovuta alla British invasion.
I primi artisti rock and roll solisti del Cile furono Peter Rock, con la sua cover di Elvis Presley Baby, I Don't Care/Something Happened (1959) e Nadia Milton, con il suo singolo Scobidou/Un poco (1960).
Anche il twist era molto popolare negli anni 1950, importato in Cile dalla band Los Twisters con i singoli Penas juveniles, Caprichitos, Me recordarás, Sueña e Mi secreto. Nel 1963, i Los Twisters furono votati come la band più popolare del Cile.

#### Gli anni 1960 e la Nueva Ola

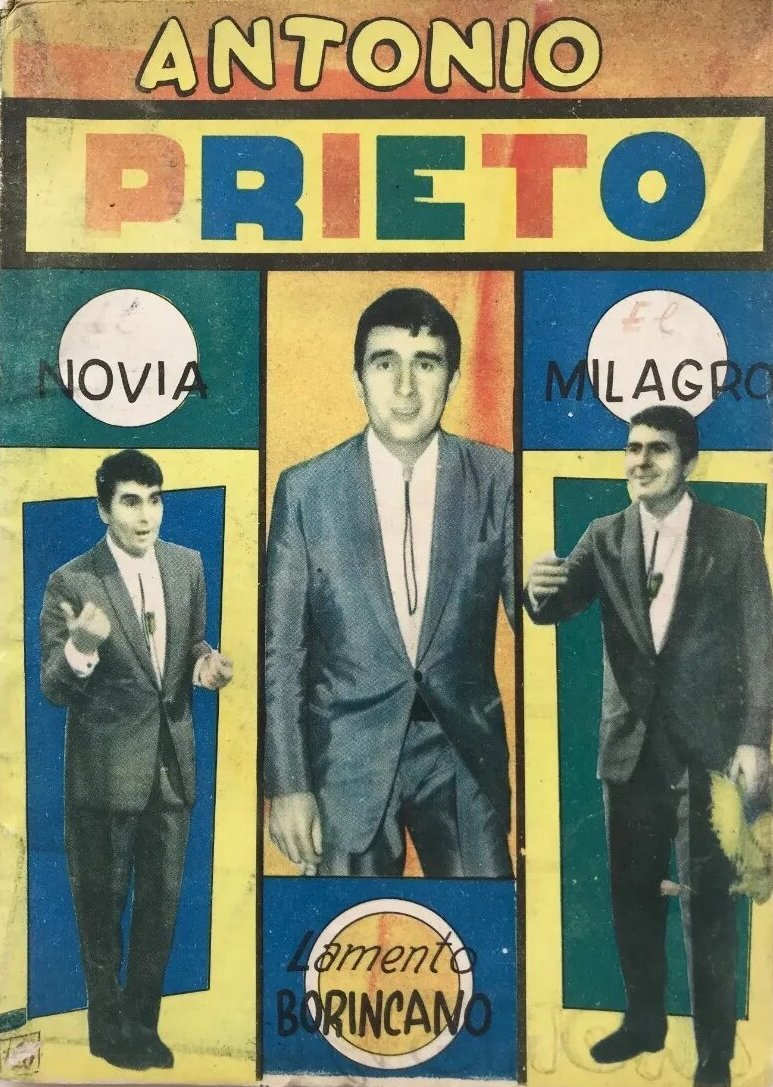
Antonio Prieto nel 1961

Ciò che iniziò negli anni 1950 con le imitazioni del rock and roll americano si trasformò presto in musica originale. La Orquesta Huambaly, con le sue radici nella musica tropicale e nel jazz, è stata la prima band rock and roll cilena a comporre canzoni originali, tra cui Huambaly rock (1957) e Rock del mono (Monkey Rock, 1958). Tuttavia il primo vero successo commerciale della scena Nueva Ola furono Los Ramblers, con il loro album El Rock del Mundial (World Cup Rock) pubblicato nel maggio 1962 per il Campionato mondiale di calcio 1962 tenutosi in Cile. Los Ramblers hanno aperto le porte a molti altri artisti di successo della Nueva Ola. Alcuni dei più noti erano: Alan y sus Bates, Los Rockets, Buddy Richard, José Alfredo Fuentes, Antonio Prieto, Cecilia Pantoja, Germán Casas, Ginette Acevedo, Gloria Benavides, Jorge Pedreros, Luis Dimas, Maitén Montenegro, Marcelo Hernández, Mirella Gilbert, Germaín de la Fuente, Paolo Salvatore, Pat Henry e Roberto Vicking Valdés. Il movimento Nueva Ola si è diffuso da Santiago e poi in tutto il Cile, con band come The New Demons che si sono formati nella città settentrionale di Iquique e The Blue Splendor, che si sono formati a Valparaíso.

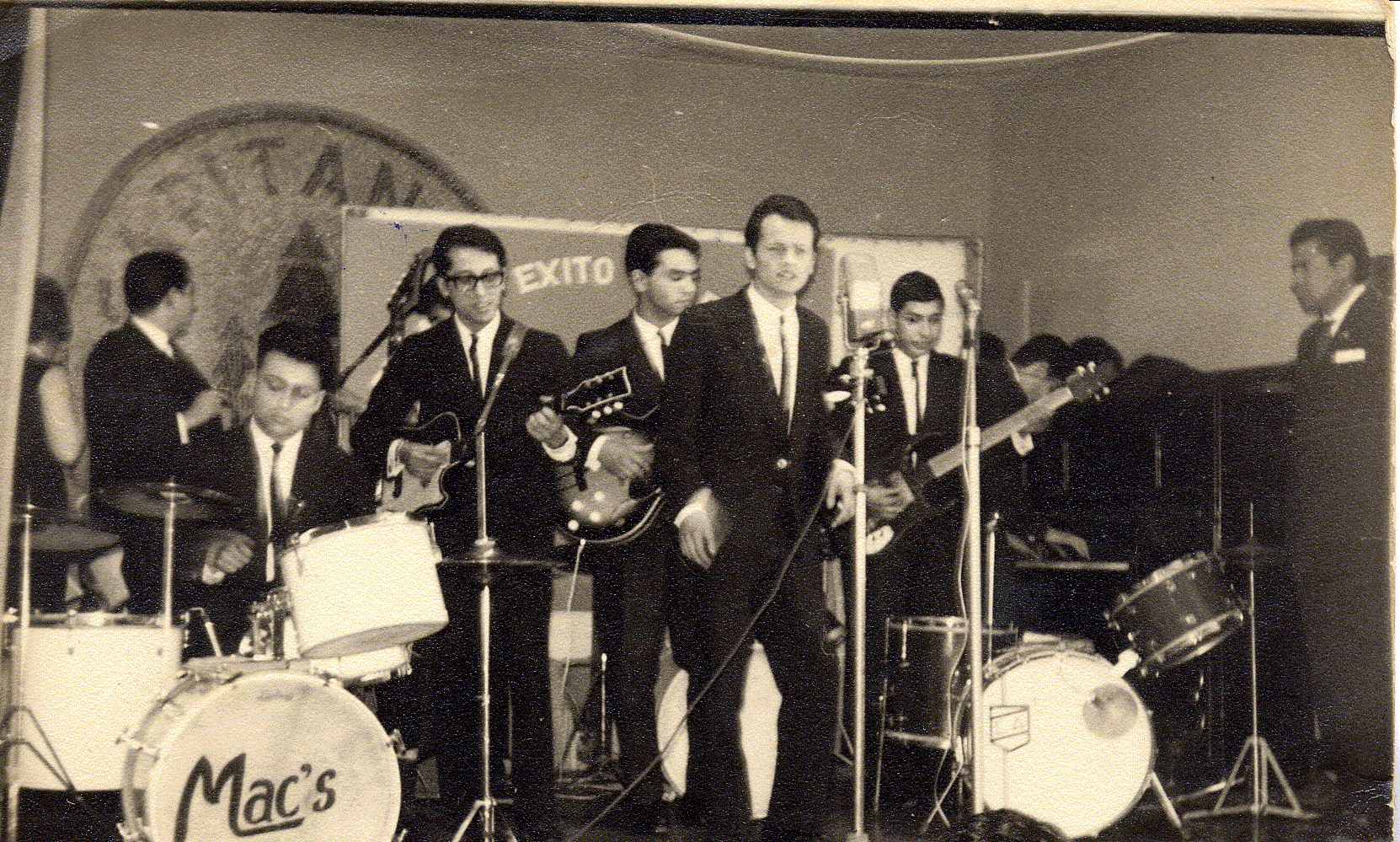
La band di musica beat Los Mac's nel 1962

Il successo della cilena Nueva Ola durò fino alla metà degli anni 1960, guidato da una seconda generazione di musicisti caratterizzati da proprie composizioni originali, come Buddy Richard, Patricio Renán, Los Ángeles Negros, José Alfredo Fuentes e Cecilia, considerata da alcuni critici come la più grande teen star della metà degli anni 1960.
La Nueva Ola è stata criticata per aver messo da parte la cultura musicale cilena in quanto lo stile, i testi e persino i nomi sono stati pesantemente ripresi dalla cultura americana e britannica. Proprio per questo aspetto alcuni critici contestano le origini del rock cileno nel movimento Nueva Ola. Indicano invece gruppi come Los Mac's, Los Jockers e Los Vidrios Quebrados, che si sono modellati maggiormente su band come The Rolling Stones e The Beatles, e "sono stati i primi gruppi che possono davvero essere identificati come "rock made in Chile", andando oltre alle figure pop della Nueva Ola". Le band che li seguirono furono Los Picapiedras, Los Beat 4, Los Lark's e Los Sonny's una delle band della futura Florcita Motuda. Questa impostazione ideologica viene spesso contestata da musicisti come William Reb che sentono di non aver ricevuto il giusto riconoscimento per il loro ruolo nel rock and roll cileno.

### 1965–1973: il folk e la fusión latinoamericana

#### La nuova canzone cilena

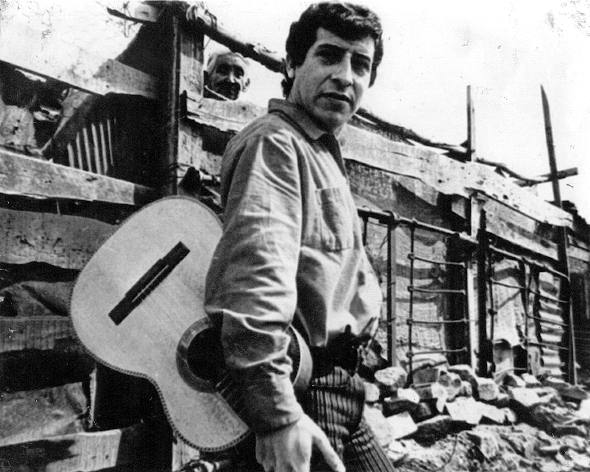
Victor Jara

Durante la seconda metà degli anni 1960 e l'inizio degli anni 1970, dopo le forti influenze americane e britanniche della Nueva Ola, il movimento rock cileno iniziò a tornare alle sonorità indigene e latinoamericane del paese alla ricerca di una propria identità. Un movimento neo-folk sviluppato con l'obiettivo di recuperare la musica folklorica tradizionale cilena e fonderla con ritmi latinoamericani come la musica andina. Ciò ebbe la sua massima espressione nella Nueva Canción Chilena (la nuova canzone cilena), che è cresciuta parallelamente agli altri movimenti nueva canción in tutta l'America Latina.
La Nueva Canción Chilena è stata caratterizzata da una riscoperta degli strumenti e dei suoni delle tradizioni storiche latinoamericane, e in particolare del lavoro degli artisti Violeta Parra e Victor Jara. Nonostante fossero principalmente acustici, sia Parra sia Jara furono estremamente influenti nello sviluppo di una nuova cultura popolare socialmente consapevole, e anche della cultura rock, che guardava oltre i temi contadini tradizionali e attingeva a questioni contemporanee da tutto il Cile e l'America Latina. Come succedeva per la "contemporary folk music" di altre nazioni, questi autori hanno cercato di rappresentare la realtà della vita per le persone della classe operaia, invece del ritratto della "traditional folk music" idealizzato dai precedenti movimenti di folk revival.

#### La fusión latinoamericana

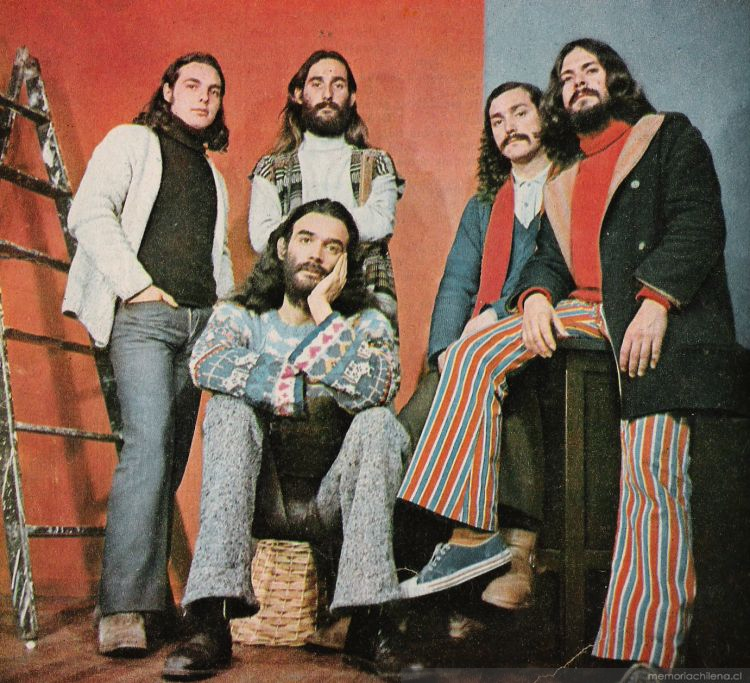
Los Jaivas furono una delle band fondatrici del folk rock e progressive rock cileno meglio noto come "fusión latinoamericana"

Dopo l'approccio cantautoriale della nueva canción, i Los Jaivas portarono il movimento verso uno stile rock più progressivo. Formatisi nel 1963 a Viña del Mar, i Los Jaivas mescolarono il rock con la musica tradizionale sudamericana per sviluppare quello che divenne noto come folk rock/progressive folk cileno o fusión latinoamericana. L'album del 1981 Alturas de Macchu Picchu (basato sui testi del poema omonimo di Pablo Neruda) è considerato un capolavoro rock sudamericano.
I Congreso e Los Blops proseguirono su questo sentiero e tutti e tre sono considerati capisaldi della definitiva "cilenizzazione del rock". I Congreso hanno suonato per più di cinquant'anni creando nuova musica e diventando un'iconica band cilena. Gruppi come En Busca del Tiempo Perdido, Congregación, Combo Xingú, Sol y Medianoche, Kissing Spell/Embrujo, Frutos del País e Panal andarono a comporre il resto della scena.

#### La cultura psichedelica e il Festival de Piedra Roja
Il rock psichedelico e il blues rock arrivarono in Cile negli anni 1970 come altrove, influenzando band come Aguaturbia, Escombros e Sacros. Escombros era formato da ex membri dei Los Mac's e dei Los Jockers e cantavano in inglese, producendo cover di Jimi Hendrix e Led Zeppelin tra gli altri. I Sacros sono stati paragonati a The Byrds e Bob Dylan e pubblicarono il loro primo album omonimo, pochi giorni prima del colpo di Stato militare del 1973. L'album è ora un oggetto da collezione.

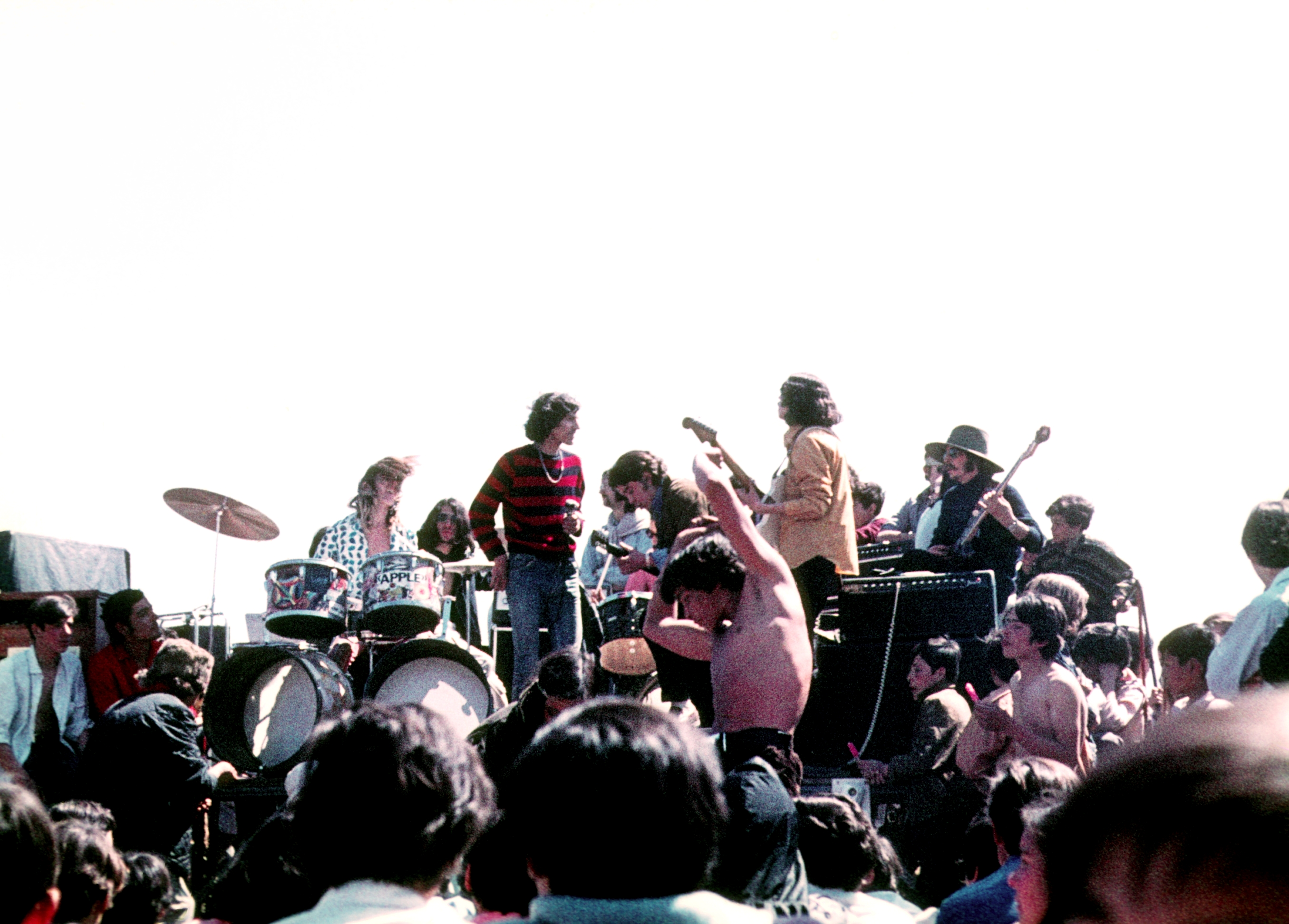
I Lágrima Seca al Festival de Piedra Roja

Il famoso Festival di Woodstock negli Stati Uniti ha ispirato un evento simile a Santiago, il Festival de Piedra Roja dell'ottobre 1970. Il festival ha attirato molti seguaci del movimento hippie e comprendeva esibizioni di Los Blops e Los Jaivas, ma la scarsa organizzazione ha portato a un evento caotico che inclusi problemi sonori e la presenza di droghe e criminalità. Il festival è stato, secondo la Biblioteca Nazionale Digitale del Cile, "il momento in cui la sottocultura giovanile, rappresentata dal rock, è diventata una questione pubblica ed è stata denunciata dai media come un problema sociale latente. I giovani sono stati mostrati come liberali, ribelli dai capelli lunghi e drogati che stavano influenzando la società tradizionale".
I principali festival musicali dell'epoca erano Primer Encuentro de Música de Vanguardia (gennaio 1970), il Primer Festival de Rock Progresivo (ottobre 1971) e Los Caminos Que Se Abren (febbraio 1973). Tutti e tre sono avvenuti a Quinta Vergara (Viña del Mar).

### 1973–1989: la scena clandestina durante la dittatura di Pinochet

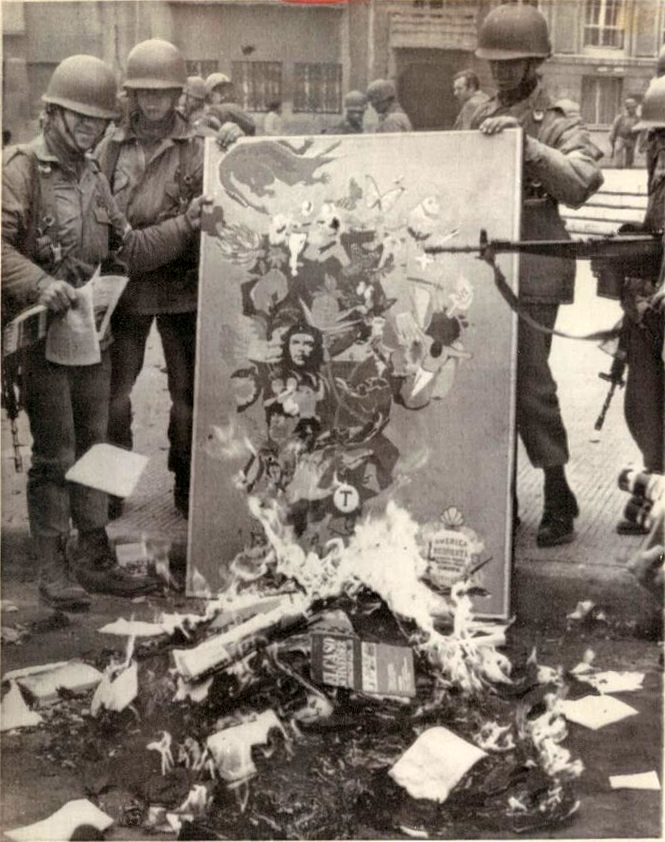
Dopo il colpo di Stato, quel processo di eventi noto come "il blackout culturale", portò molte band a sciogliersi oppure all'esilio. Nella foto è raffigurato il rogo dei libri di letteratura marxista.

La proliferazione di gruppi rock cileni nei primi anni 1970 si concluse con il colpo di Stato militare dell'11 settembre 1973. Il regime militare repressivo proibì tutte le manifestazioni di musica rock, insieme a molte altre forme di cultura in quel procedere di eventi e divieti che divenne in seguito noto come "il blackout culturale". Ciò ha determinato un declino dell'industria musicale del Cile e un deterioramento della scena rock cilena. Alcuni gruppi fusion latinoamericani si sono sciolti, come i Los Blops, mentre altri sono fuggiti all'estero, come i Los Jaivas, emigrati in Argentina. Altri, come Congreso, sono stati costretti a cambiare radicalmente la loro musica in uno stile rock progressivo. Verso la fine degli anni 1970, una scena clandestina iniziò gradualmente a emergere con il punk rock, l'heavy metal e successivamente la musica new wave che divenne sempre più popolare.

#### Fusion e progressive rock
Eredi della fusion latinoamericana dei primi anni 1970, sotto il regime di Pinochet sorsero nuove band che enfatizzavano influenze diverse dal folk, come la musica classica contemporanea, il jazz, il metal, la world music o la musica sperimentale. Queste nuove forme musicali erano spesso clandestine, lontane dal grande pubblico ma acclamate da circuiti di intenditori, nonostante i problemi nella realizzazione di opere discografiche. I Congreso e Los Jaivas continuarono a essere fonte di ispirazione negli anni successivi. Nacquero così altre band di fusion e rock progressivo come Almandina, Kalish e Grace of King a metà degli anni 1970. Il vibrafonista jazz e direttore d'orchestra classico Guillermo Rifo con i suoi Aquila, fondeva ritmi latini con ensemble elettrici, prima di formare il Sexteto Hindemith 76, tra jazz, musica accademica e folk, e poi i Latinomusicaviva dove propone sonorità tra musica da camera, improvvisazione jazz e ritmiche rock. Altri gruppi erano Santa y su gente, in cui Miel fu il primo a usare un sintetizzatore, e poi i Kámara. Formatisi nel 1972, i Fusión sono storicamente considerati il primo progetto jazz-rock cileno, utilizzando strumentazione elettrica, sperimentata su schemi ritmici di soul, funk e rock, ma mantenendo intatto lo slancio della primitiva improvvisazione jazz. Poco dopo, Pizarro (fondatore dei Fusión) pubblicò come solista e in seguito avrebbe fondato in Europa Tamarugo e Skuas, con influenze di musica classica, jazz e latina.

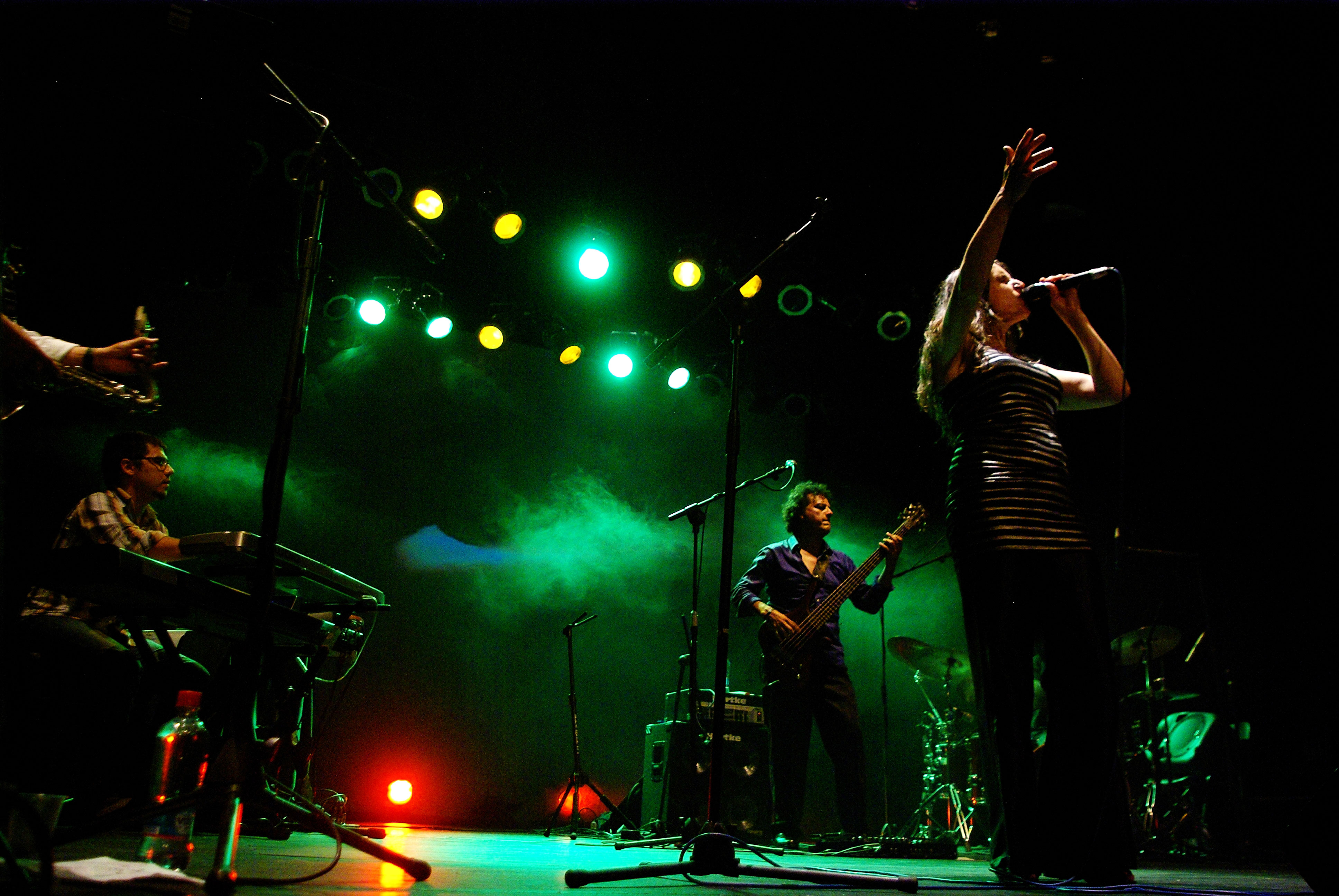
I Fulano dal vivo al Festival Internacional de Jazz de Puerto Montt nel 2012

Negli anni 1980 altre band significative erano Tercera Generación, Quilín, Evolución, La Banda del Gnomo, Bandhada, Amapola, Ernesto Holman (precedentemente bassista in Congreso), Ensamble, La Hebra, Cometa, AlSur e Huara. Un caso singolare di resistenza clandestina fu Fulano, ispirato al movimento Rock in Opposition, aveva uno stile jazz-rock virtuoso simile a Frank Zappa, con un'attitudine punk e testi spiritosi, che avrebbe influenzato i moderni gruppi rock d'avanguardia come Akinetón Retard e Mediabanda. Una volta tornati in democrazia, si sono formate nuove band eccezionali come La Marraqueta, Tryo, Matraz, Ergosum, Entrama, Akinetón Retard, Exsimio, Dwalin, Entrance, La Neura, Mediabanda, Subterra, Mar de Robles, Primavera Negra, Astralis, Nubosidad Parcial e Fractal.

#### Hard and heavy
Prima del Golpe del 1973 si formarono un gran numero di band hard rock. La band cilena considerata come la prima registrare un album dalle sonorità hard rock furono gli Escombros con un album omonimo del 1970, che mostrava la loro influenza dalle band anglosassoni. A loro seguirono i Tumulto nel 1973 con un album che presentava anche chiare influenze della fusiòn latinoamericana. Il loro singolo "Rubia de los ojos celestes", registrato nel 1977 e considerato il più grande successo della loro carriera. Tra i pionieri vi furono anche gli Arena Movediza e Millantun.
I Destruction Mac's nascono dalla fusione di Los Jocker (Sergio del Río), Los Mac's (David Mc-Iver ed Eric Franklin) ed Escombros (Walter Ziman) e hanno registrato i singoli "Lola/O'Riley" e "My Reason for Living/Difficult to Take", entrambi del 1972.
Più tardi, con il divieto di suonare musica rock diventa difficile produrre nuovi album, e se gli Arena Movediza riuscirono a pubblicare il loro El vuelo del caballo blanco solo nel 1976, altri artisti come Turbamulta, più vicino a un'estetica alla Kiss, non riuscirono mai a pubblicare album. I Poozitunga ottennero una certa popolarità underground negli anni 1980 grazie a cassette copiate a una a una e diffuse clandestinamente, per vedere un proprio album solo nel 2003.

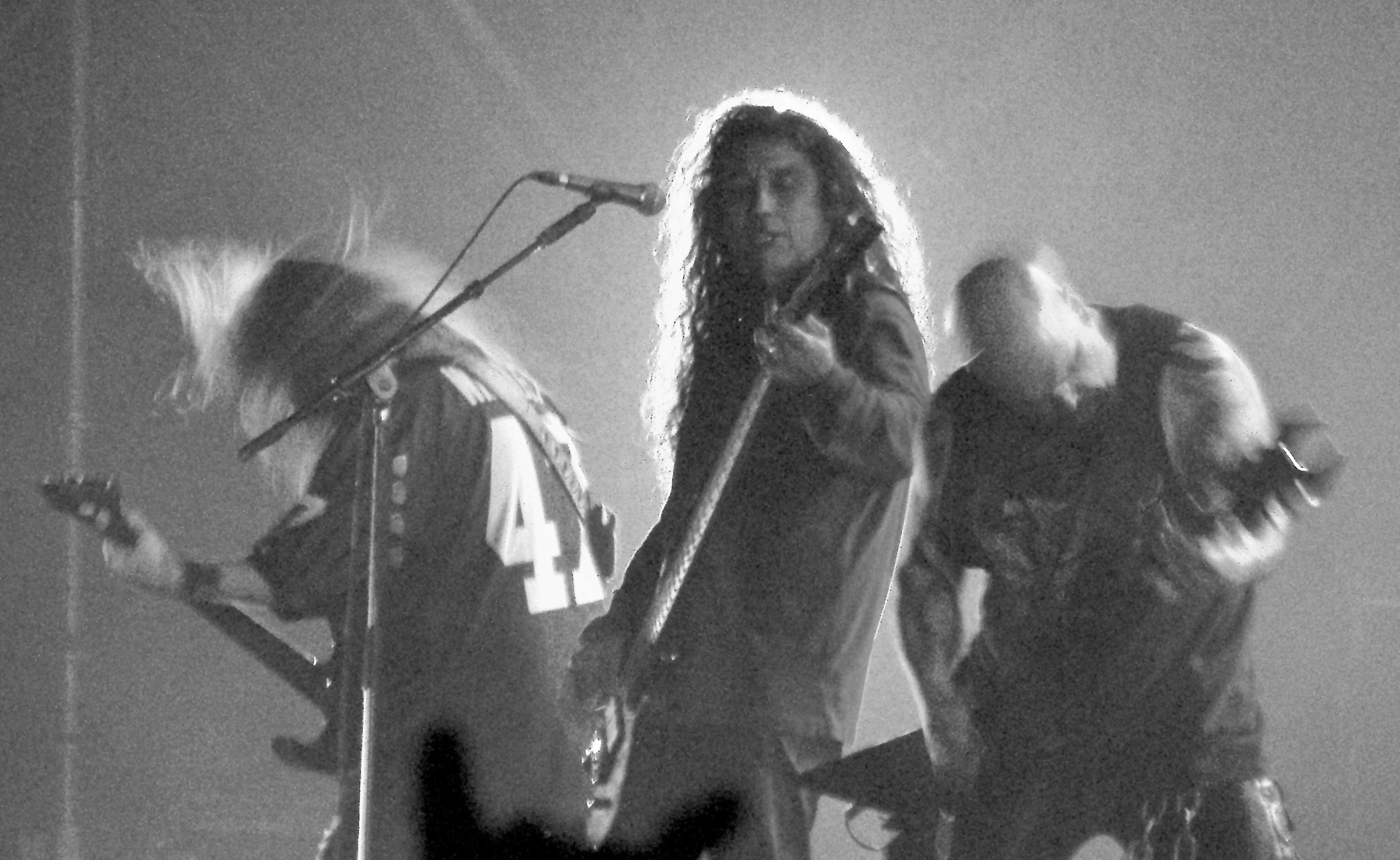
Tom Araya e gli Slayer nel 2008

Alla fine degli anni 1970 si sviluppò una scena heavy metal costretta alla clandestinità nonostante non avesse un'affiliazione politica aperta o un'opposizione esteriore al generale Augusto Pinochet e al suo regime militare in corso. Le band di questa generazione includevano Pentagram Chile, Dorso, Massakre, Necrosis, Panzer e Rust. Tom Araya sarebbe diventato la più grande figura metal come cantante e bassista degli Slayer, dopo che la sua famiglia era emigrata negli Stati Uniti. Durante la fine degli anni 1980, con la fine della dittatura, band come Squad, Massakre, Necrosis, Pentagram Chile e Criminal diventano famose a livello internazionale. A differenza del punk, il thrash metal ha avuto origine nei quartieri dell'alta borghesia di Santiago ed era meno coinvolto con la politica, sebbene i testi di gruppi come i Necrosis mostrassero un interesse per la situazione politica. Molte altre band avrebbero lasciato il segno come Turbo, Callejón Oscuro, Arrecife, Ekkos, Panchorrata oltre ad altre band thrash metal come SQVAD, SxNxFx (Sex No Future), Cancerbero, Atomic Aggressor, Vastator e Bloody Cross, una band black metal formatasi nel 1986.
All'inizio del decennio, e con la fine della dittatura, emersero altre band metal cilene, tra cui Six Magics, Slavery, Torturer, Bismarck, Dracma e Inquisición. Notevoli anche band progressive metal come Alejandro Silva power cuarteto, Coprofago, Crisálida, Horeja, Matraz o Delta. Tumulto, Arena Movediza e Millantún erano a metà tra heavy metal e hard rock. Il periodo di massimo splendore del genere Nu metal si espanse anche in Cile, generando una variante molto più aggressiva, grezza e meno commerciale che era conosciuta localmente come "Aggro Metal". Dall'inizio del nuovo millennio diverse band, come 2X, Rekiem e Rey Chocolate, hanno avuto una considerevole trasmissione su MTV e hanno anche partecipato a festival annuali fino alla metà degli anni 2000, quando l'Aggro Metal ha iniziato a perdere la sua rilevanza e la maggior parte delle band si sciolsero o passarono ad altri stili.
Uno studio condotto nel 2018 conferma che il Cile è il paese con il maggior numero di band metal pro capite in America Latina, doppiando di gran lunga l'Argentina.

#### Punk e hardcore

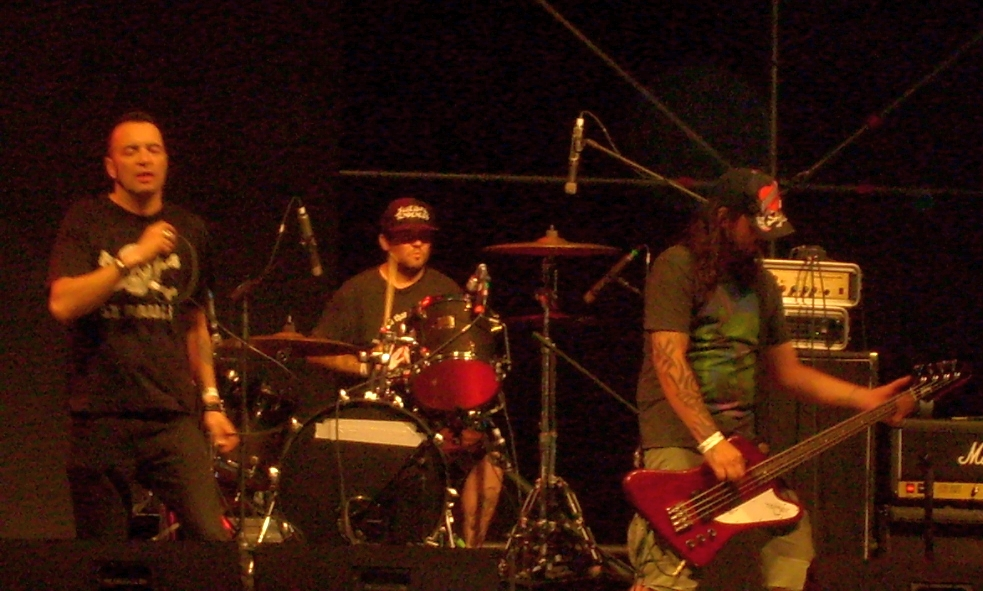
I Fiskales Ad-Hok dal vivo

Il primo contributo cileno al punk rock si trova all'estero. A metà degli anni 1970 Alvaro Peña, meglio conosciuto come "The Chilean with the Singing Nose", si unì a Joe Strummer nella band The 101'ers, una delle prime band punk al mondo e precursore della leggendaria band The Clash . Dal 1985, le prime band punk locali iniziarono a suonare nelle sedi sindacali intorno a Santiago, come El Trolley, dal nome del sindacato dei lavoratori dei filobus, e un sindacato dei tassisti a El Aguilucho a Ñuñoa, Santiago. Questi hanno visto esibizioni, tra gli altri, dei gruppi punk Pinochet Boys, Zapatilla Rota e Dadá. Il primo festival punk cileno si è svolto a El Garage Internacional de Matucana e vedeva sul palco band come Fiskales Ad-Hok, Ocho Bolas, Politikos Muertos e Vandalik. Jordi Berenguer scrive: "erano spazi clandestini e illegali. Erano gli ultimi anni della dittatura. Se ora c'era meno da temere, la morte e la repressione continuavano ancora".

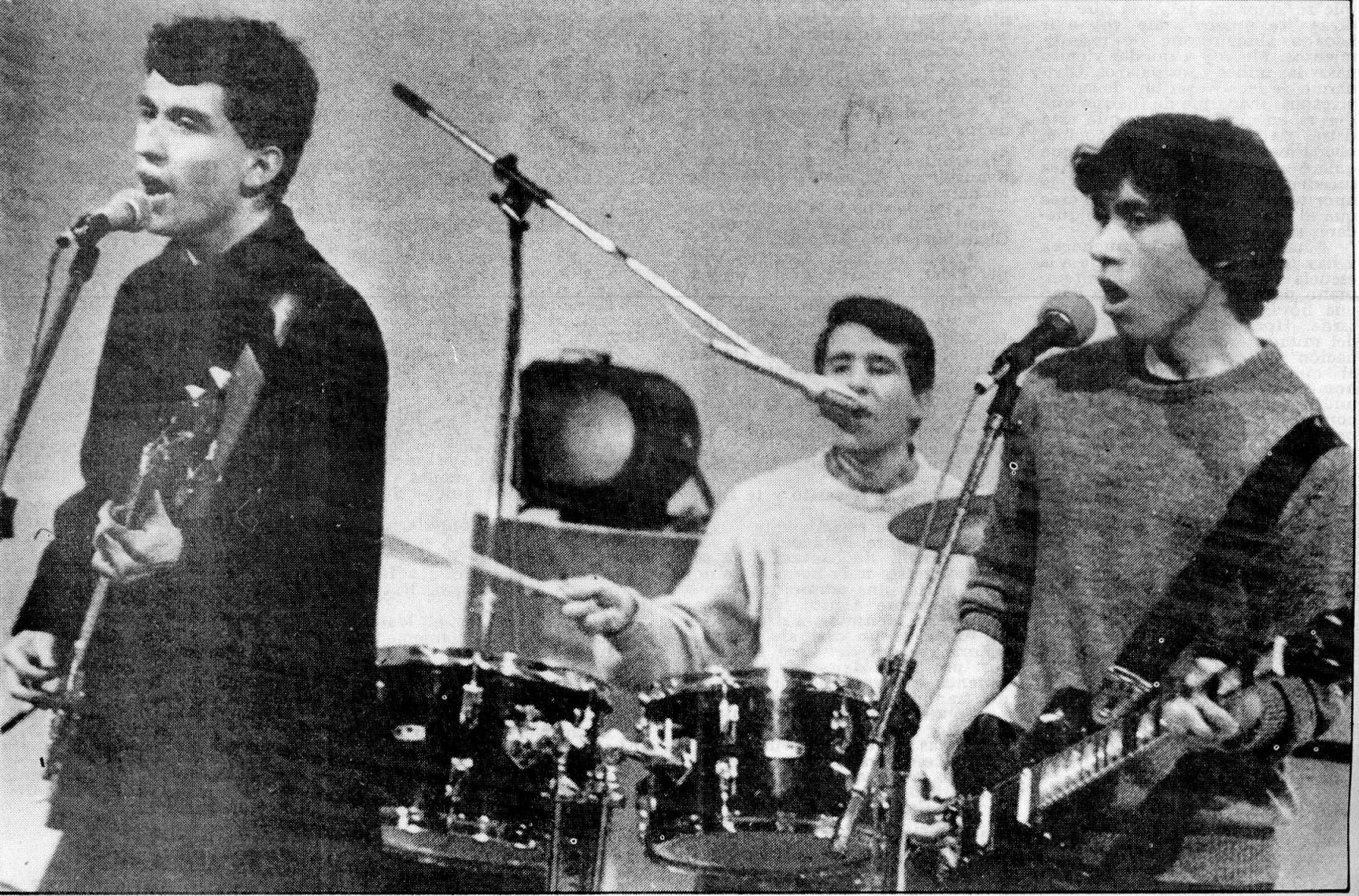
Los Prisioneros dal vivo nel 1987

Una delle band più famose e influenti dagli anni 1980 furono Los Prisioneros, particolarmente noti per il loro cantautore schietto di Jorge González. Il trio è stato anche formato da Claudio Narea alla chitarra e seconde voci, e Miguel Tapia alla batteria. Musicalmente spaziava dal rockabilly, al reggae, ska, punk e successivamente al synth pop. Jorge Leiva di Musica Popular descrive i Los Prisioneros come "di gran lunga il gruppo rock cileno più rappresentativo. Il loro rock essenziale, libero da pretese virtuosistiche, e i loro testi, pieni di acuta osservazione sociale, erano la voce del disincanto giovanile durante la dittatura di Augusto Pinochet". I loro album La voz de los '80, Pateando piedras e Corazones sono considerati tra i migliori della storia della popular music cilena. Il 1º ottobre 1993 esordì il Canale Latino di MTV (MTV Latino) e scelsero come loro prima trasmissione video il video musicale dei Los Prisioneros We are sudamerican rockers.
Le band hardcore punk furono Los Morton, Anarkía, Caos, Los KK, Belial e DTH. I gruppi pop punk della fine degli anni 1990 erano Tronic, Gufi o Los Mox!. Pegotes e Familea Miranda sono stati in grado di riportare il punk alla sua ideologia originaria. L'horror punk è stato realizzato da Letifer, Don Zata, Q.E.P.D o Voodoo Zombie.

#### New wave e post punk
Altri gruppi di questo decennio sono stati fortemente influenzati dalla musica elettronica, dalla musica new wave, dal rock e dal pop argentino. tra questi Aparato Raro, Upa!, Banda 69, Emociones Clandestinas ed Electrodomésticos oltre alle ultime fasi di Los Prisioneros, sono stati pionieri dell'indie pop e del synth pop dei giorni nostri.

### 1990–2004: dopo la dittatura tra nuovi generi e internazionalizzazione
Negli anni 1990 il rock cileno fu caratterizzato da una diversificazione degli stili derivati dal rock e dal pop, oltre che da una maggiore esposizione al mercato internazionale. Questo aspetto era dovuto in parte al ritorno della democrazia e alla fine della repressione delle attività culturali, nonché all'aumento dei contatti tra la popolazione cilena e il resto del mondo a seguito della liberalizzazione economica. Pertanto, il rock alternativo e il pop rock erano gli stili più comuni, tra una gamma sempre più ampia di sottogeneri.

#### Indie rock e rock alternativo
Quando nel 1990 il Cile uscì dalla dittatura militare, il panorama internazionale della musica rock stava vivendo un momento cruciale, in cui molte band indipendenti iniziavano a firmare contratti con le major, tracciando così una linea di demarcazione tra quello che in seguito verrà inteso come indie rock propriamente detto e rock alternativo. Nel contesto cileno invece, il rock usciva dalla clandestinità e dall'illegalità, trovandosi così di fronte a questo cambio di passo. La culla di questa nuova scena rock cilena fu la città di Concepción, dove sorsero molte delle band rock del paese, tanto che Violeta Parra la definì "un focolaio di musicisti".

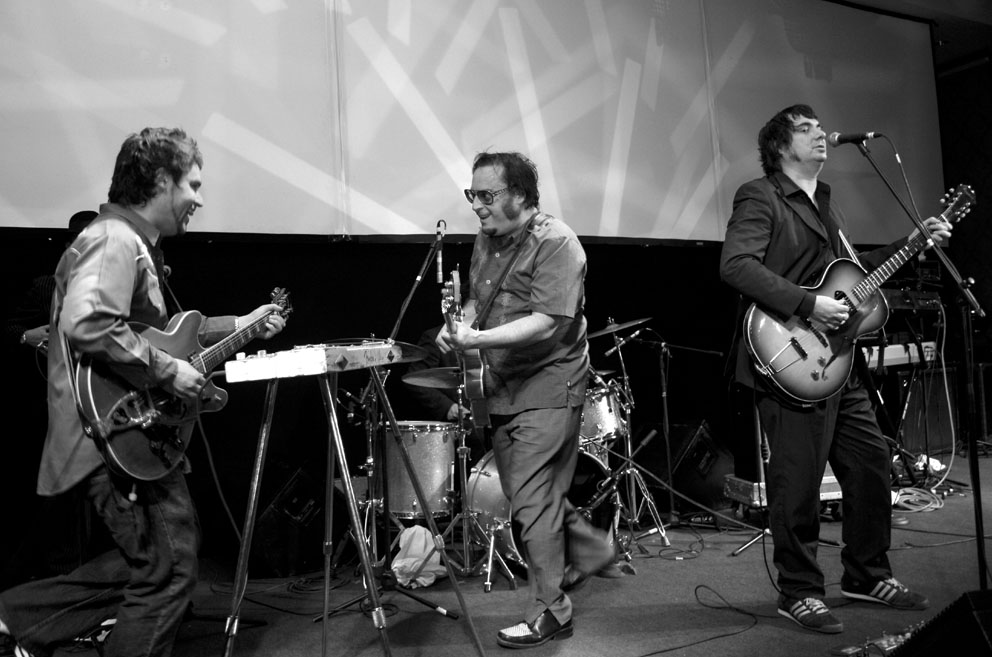
Los Tres,una delle band cilene più importanti degli anni 1990

Il lavoro degli Emociones Clandestinas è legato a uno dei dischi rock fondamentali realizzati in Cile. In Abajo la costanera (lungo il lungomare) (1987) il gruppo di Concepción unì i codici del meglio del pop e del rock britannico allora in voga con riflessioni sulla vita nelle città cilene sotto una dittatura. La band è stata lanciata verso una fama inaspettata attraverso il singolo El nuevo baile, una canzone che è diventata ancora più conosciuta della band che l'aveva scritta.
Los Tres sono il grande simbolo musicale degli anni novanta cileni, e la loro riarticolazione, nel 2006, li consolidò anche come classico. Nonostante il suo sound sia stato concepito e sviluppato come quello di una rock band, mescolando stili dal rockabilly al grunge, nel tempo ha ampliato i confini del genere, aggiungendo sonorità jazz ed esplorando anche altri ambiti, a volte sconosciuti o sottovalutati, della tradizione musicale. Dalla cueca alla ballata, con un po' di Nueva Ola e Nueva Canción Chilena, i Los Tres hanno condensato nella loro discografia uno sguardo raffinato sul Cile e sul suo passato musicale, con uno dei migliori suoni raggiunti da una band locale. Il suo successo internazionale è stato consolidato dopo l'uscita nel 1996 del loro album Los Tres MTV Unplugged, che sarebbe poi diventato un record di vendite in America Latina.
La miscela di rock psichedelico e spirito indie caratterizza invece i Los Santos Dumont, un'altra delle importanti band emerse a Concepción negli anni novanta.

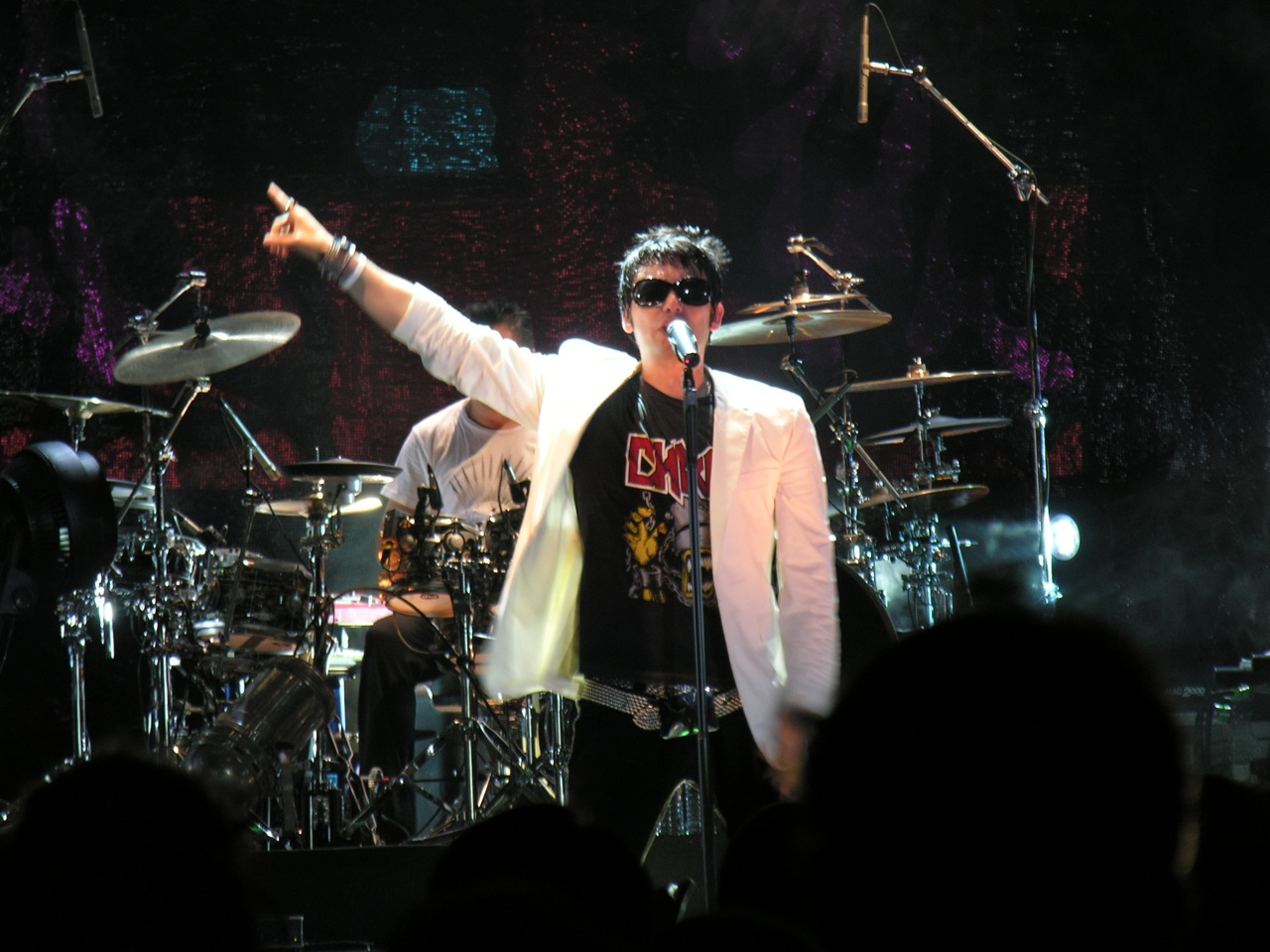
Beto Cuevas and La Ley fu una delle band più popolari del pop-rock cileno degli anni 1990

Ma anche in altre città vi erano gruppi rick di valore: La Ley (spagnolo per "La legge"), ha avuto anche una carriera di grande successo in Messico e in altri paesi di lingua spagnola e ha vinto un Grammy Award, due Latin Grammy Awards e un MTV Video Music Award. Dopo un primo album Desiertos (1990), pubblicarono Doble Opuesto (1991), che appare come il primo album ufficiale della band. Singoli come Desiertos, Tejedores de Ilusión e Prisioneros de la Piel li hanno resi popolari in Cile, Argentina e Messico, soprattutto dopo l'uscita di La Ley, la loro seconda registrazione del 1993. Dopo la morte di Andrés Bobe nel 1994 (chitarra, voce), La Ley ha continuato con un nuovo chitarrista, Pedro Frugone, e ha pubblicato altri due album; nel 1995, la band pubblicò Invisible, l'album fu il loro record di successo internazionale e fornì alla band il loro album in studio più venduto fino a oggi, con brani numero uno delle classifiche come Dia Cero e El Duelo.
Un altro pezzo forte è stato Lucybell, un gruppo rock alternativo formatosi nel 1991, che ha raggiunto il successo nel suo paese con i suoi primi due album: Peces e Viajar, e che, nonostante i molteplici cambi di formazione, dalla fine degli anni 1990 ha cercato il successo internazionale, consolidandosi in Messico negli anni 2000.
Come nel resto del mondo, i gruppi grunge di Seattle hanno avuto un grande impatto sui giovani cileni all'inizio degli anni 1990, e il decennio ha visto l'emergere di gruppi cileni dalle sonorità grunge come Tatto Falconi TTF, Jus Solis, Mandrácula, Los Ex, Blu Toi e Duna. Questi ultimi due hanno autoprodotto i loro primi album, anche se l'album di Blu Toi è stato distribuito dalla Warner Bros. L'influenza del suono grunge può essere vista anche in band come Los Tres, Yajaira e Weichafe.

#### Il Pop Rock

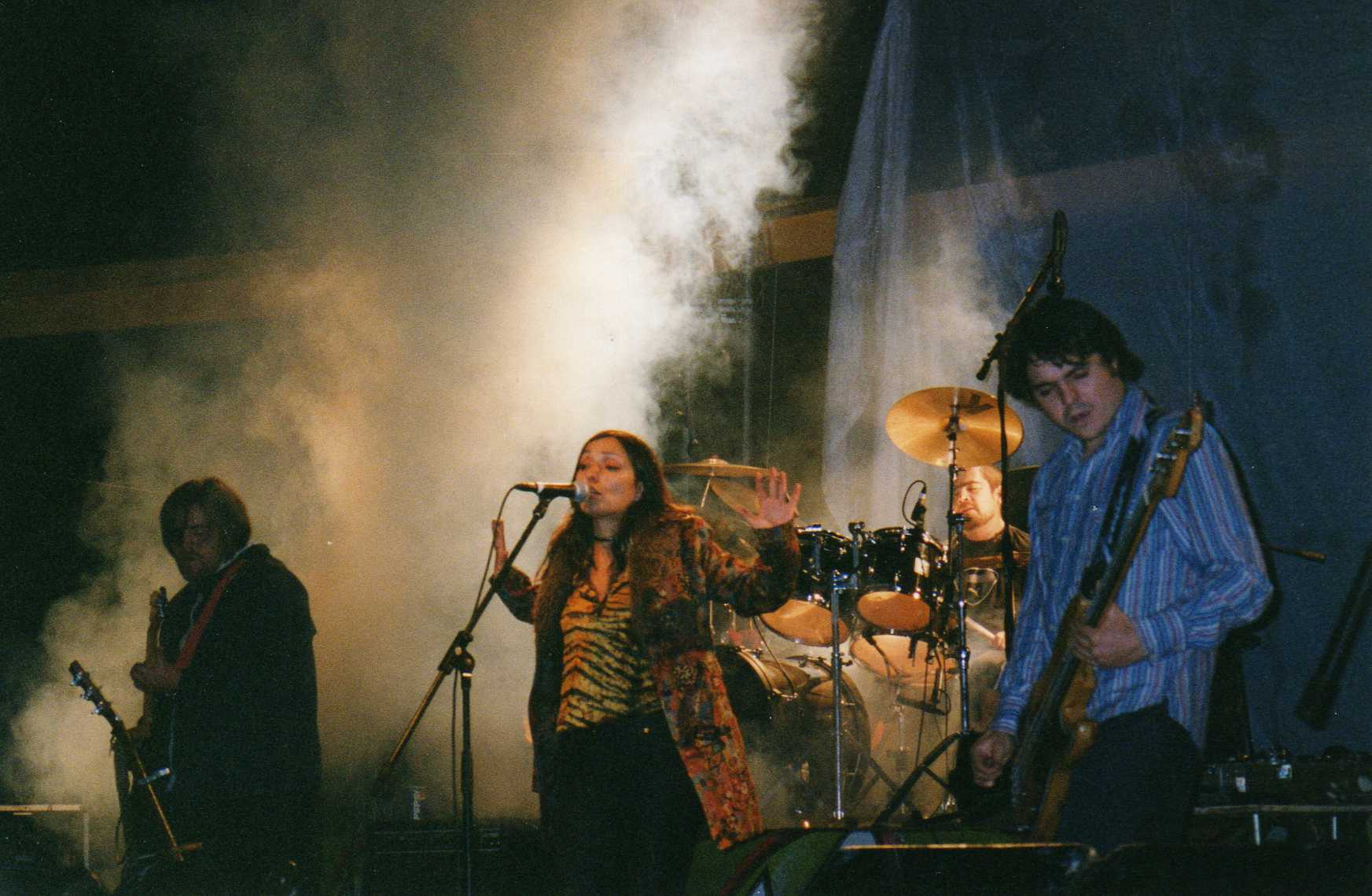
Javiera y Los Imposibles dal vivo nel 2009

Nella seconda metà degli anni 1990 apparve una nuova ondata di band cilene, influenzate principalmente dalle scene alternative rock e britpop che si diffusero in tutto il mondo. Questi includevano band come Glup! che sono stati fortemente influenzati dai Blur, e hanno raggiunto un grande successo mainstream grazie al loro singolo Freebola dall'album 1999 pubblicato lo stesso anno. Altre band importanti furono Canal Magdalena, Solar, e Santos Dumont che divennero popolari in Cile.
Nel primo decennio del nuovo millennio erano molto popolari i Javiera y Los Imposibles, la cui cantante Javiera Parra è anche membro della famiglia Parra, e Nicole che è diventata la prima artista solista rock pop donna a ottenere riconoscimenti internazionali. Durante la prima metà degli anni 2000, Javiera y Los Imposibles partecipò al prestigioso Viña del Mar International Song Festival nel 2002 dopo la pubblicazione dell'album AM. Anche i Saiko si sono formati alla fine degli anni 1990 (1999) e, composti da ex membri dei La Ley e dalla cantante Denisse Malebrán, hanno trovato riconoscimenti durante la prima metà degli anni 2000. La Rue Morgue sarebbe un buon esempio di musica pop rock con venature jazz con una buona accettazione da parte del mainstream. I Sexual Democracia erano una band regionale di Valdivia che raggiunse la popolarità a Santiago. Altri gruppi pop rock alternativi erano Elso Tumbay, Golem, Ludwig Band e Profetas y Frenéticos di Claudio Narea. Aleste e Sol Azul sono state le one-hit wonder del pop degli anni 1990. Il teen pop è stato portato avanti da band come Supernova e Stereo 3, e negli anni 2000 dalla band emo pop Kudai.

#### Funk e soul

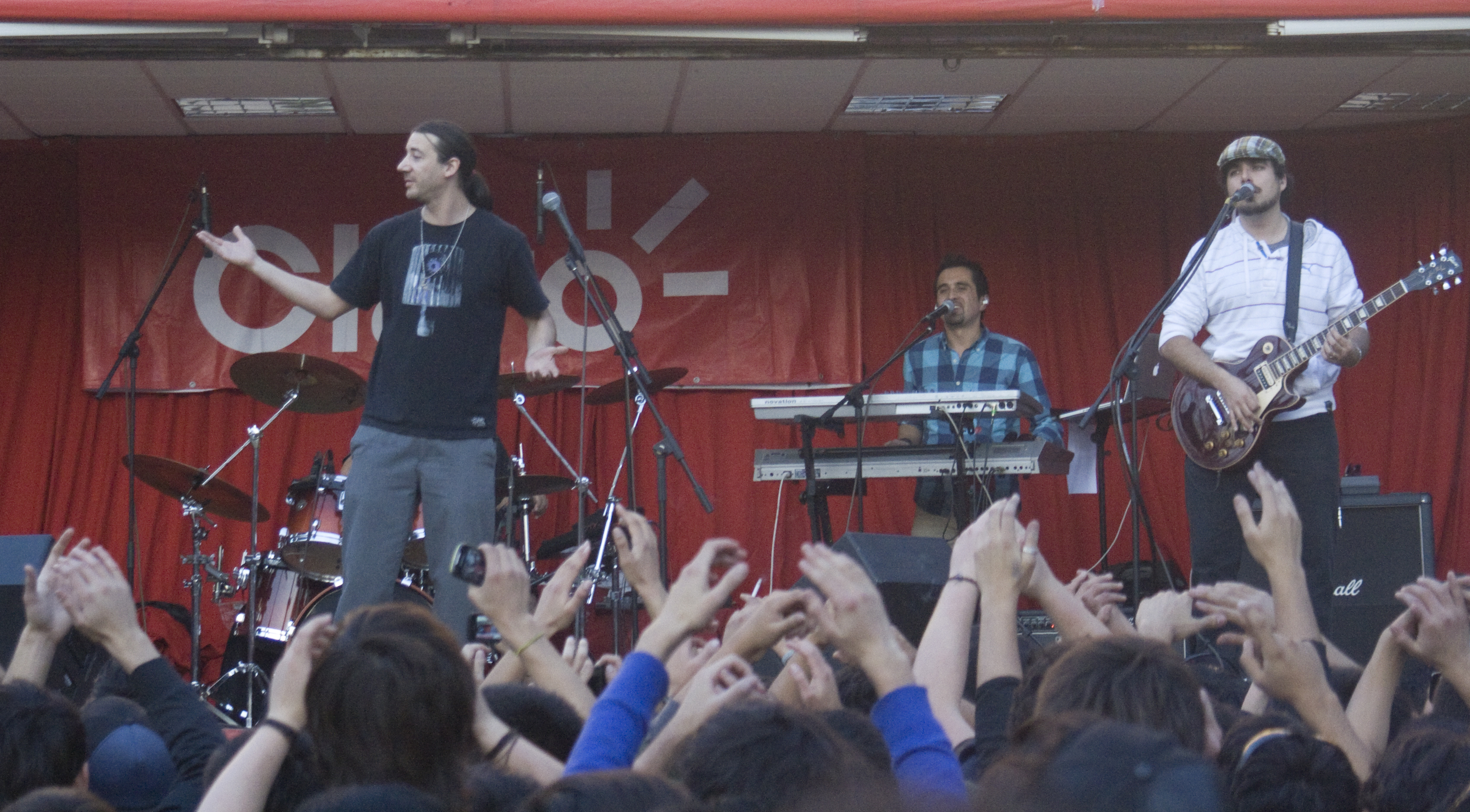
Los Tetas è stato tra le più importanti funk band cilene

Anche se la storia del funk in Cile risale alla fine degli anni 1960 e ai Los Minimás, divenne molto popolare negli anni 1990 con nuovi gruppi tra revival e contaminazioni con altri generi contemporanei. La prima band a creare un album puramente funk in Cile furono i Los Morton, che si formarono nel 1990 e pubblicarono il loro album di esordio, Santo Remedio, nel 1993. Il loro funk a volte incorporava altri stili come il rap e l'hardcore punk, con altri gruppi come Supersordo che condividono questo tipo di suono. Nel 1995 i Los Tetas pubblicarono il loro album di esordio intitolato Mama Funk, unendo rock, funk, soul e hip hop. Il loro primo singolo Corazón de Sandía (Cuore d'anguria), è stato un successo estivo nelle stazioni radio locali e i loro primi due album Mama Funk (1995) e La Medicina (1998), sono stati pubblicati ed eseguiti in diversi altri paesi latinoamericani. Tra questi due grandi lavori, hanno collaborato all'album del 1997 di Tiro de Gracia Ser humano!! ("Essere umano"), che è considerato il sesto miglior album nella storia del Cile secondo Rolling Stone Magazine. Nel 1995, la band di successo Chancho en Piedra emerse con il loro album di esordio Peor es mascar lauchas ("È peggio masticare i topi"). Il loro stile è stato paragonato a quello dei Red Hot Chili Peppers, ma sono anche noti per il loro suono funk/rock unico, lo stile sciocco e i loro testi socialmente e politicamente impegnati. Il loro successo è continuato con Ríndanse terrícolas ("Arrendetevi terrestri") (1998) e Marca Chancho ("Marchio del maiale") (2000). Nel 2020, hanno pubblicato undici album. Altre band funk emergenti in questo decennio includevano Papanegro, Matahari, Raiza, Mamma Soul, Solo di Medina o Cholomandinga in un mix di ritmi latini e funk. La Pozze Latina, Makiza, De Kiruza e Tiro de Gracia, hanno fatto la scena rap funk, nel boom dell'hip hop cileno della fine degli anni 1990. La scena elettronica è stata guidata da DJ Raff e DJ Bitman. Dopo la pausa dei Los Tetas nel 2004, i suoi membri avrebbero avuto progetti solisti. C-Funk ha fatto carriera da solista negli Stati Uniti e si è unito a Chancho en Piedra come chitarrista nel 2019. Tea-Time avrebbe fondato Funk Attack insieme a Rulo (che ha anche fondato Esencia) ed entrambi avrebbero avuto anche una carriera da solista prima di riunirsi nel 2011.

#### Reggae

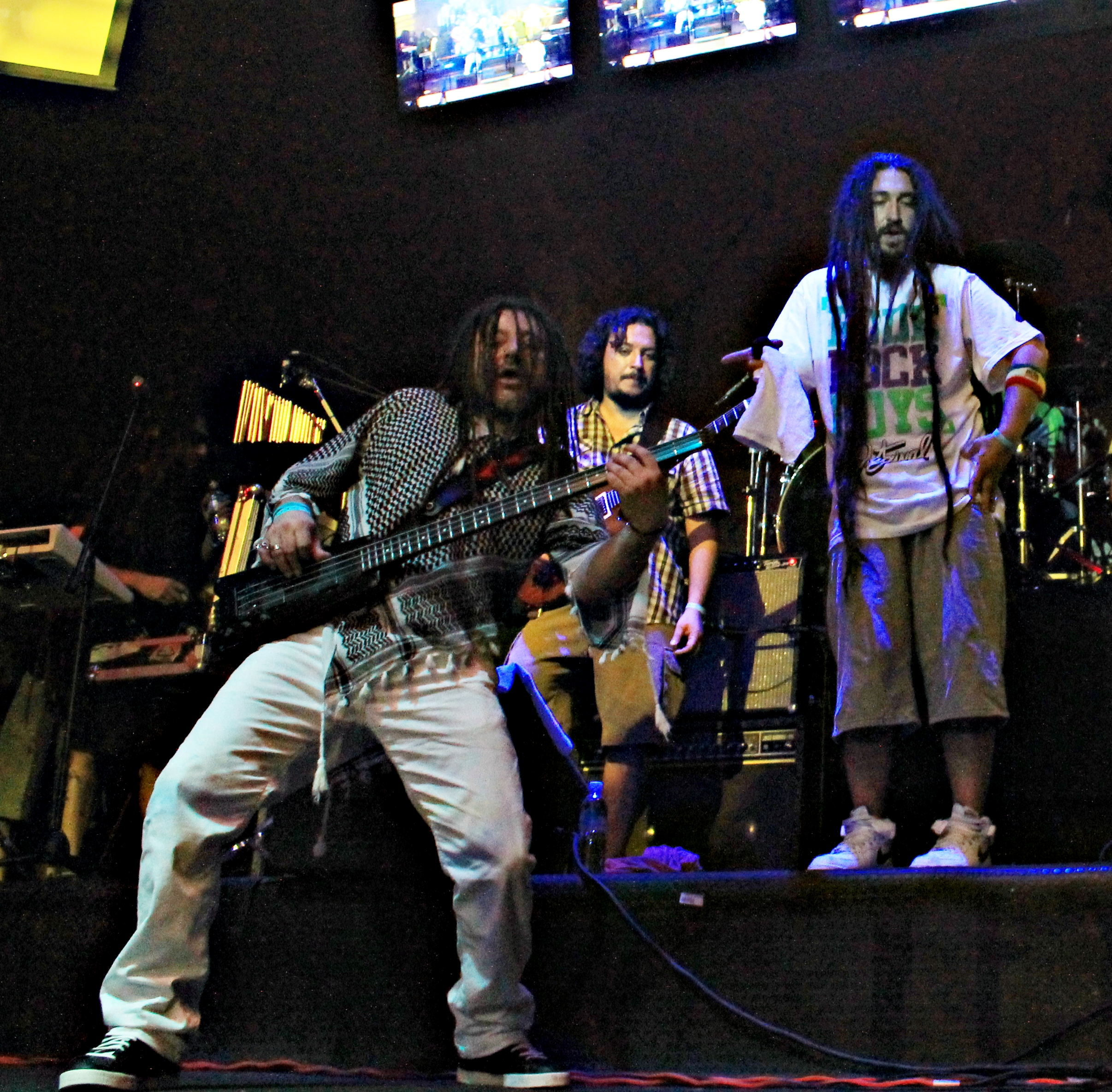
I Gondwana sono una delle reggae band più note del Cile

Una delle prime band a suonare reggae in Cile, nonostante il reggae non fosse la loro principale influenza, furono i Sol y Lluvia, fondata nel 1976 e ancora attiva oggi. Sol y Lluvia aveva anche forti legami con la Nueva Canción Chilena e successivamente con il rock alternativo. I Los Prisoners sono stati anche pionieri del reggae e dello ska negli anni 1980.
Successivamente i Gondwana, fondati nel 1987, divennero la band reggae cilena di maggior successo della fine degli anni 1990. Prodotto dal noto Doctor Dread della RAS Records, i Gondwana hanno avuto successo in Cile e all'estero e si sono esibiti sia in Giamaica sia negli Stati Uniti così come il loro cantante Quique Neira da quando ha iniziato la sua carriera da solista nel 2003, ottenendo importanti riconoscimenti nazionali come il Premio Altazor de las Artes Nacionales nel 2006, nella categoria delle Arti Musicali, e il Premios Apes nello stesso anno nella categoria Miglior Compositore.
Un altro esponente del reggae cileno degli anni 1990 fu La Floripondio, che mescolò il reggae con cumbia, ska e rock, in modo simile a Joe Vasconcellos.

#### Latin rock

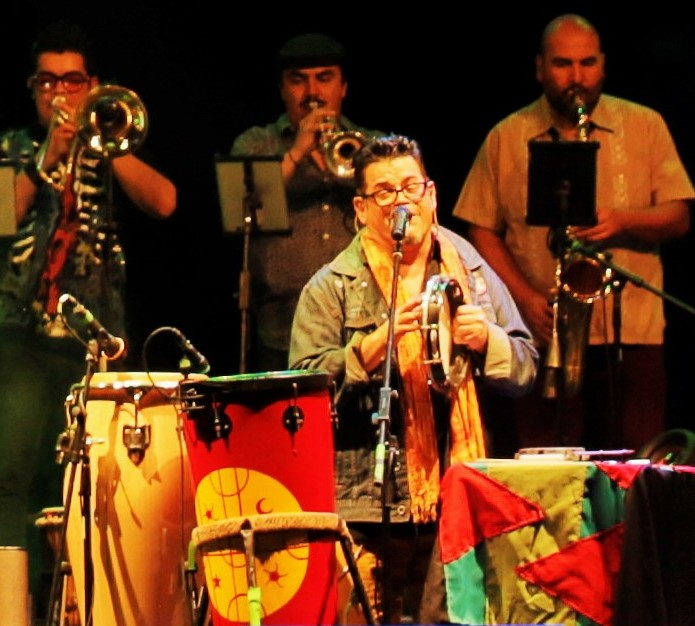
Joe Vasconcellos conosciuto per la miscela di stili che portò alla New Chilean cumbia

Un caso importante e particolare è stato Joe Vasconcellos, che aveva lavorato come cantante solista nei Congreso tra il 1980 e il 1984. Dalla fine degli anni 1980 ha sviluppato una carriera da solista che negli anni 1990 ha raggiunto il suo apice. Il suo stile combina rock, blues, cumbia, musica brasiliana e altri ritmi latini, spesso con grandi percussioni e sezioni di ottoni. I suoi album Toque (1995) e Vivo (1999) furono grandi successi e avrebbero influenzato le generazioni successive di artisti rock basati su percussioni latine, come Chico Trujillo e il movimento New Chilean cumbia. Altre band in questo tipo di contaminazioni sono Santo Barrio, Cholomandinga e La Floripondio.

#### Blues rock
Le origini del blues in Cile sono incerte, sebbene gli Aguaturbia fosse un punto di riferimento in questo stile, così come lo erano Los Jaivas in canzoni come Canción del gancho. Si può prendere come riferimento la canzone O'Riley dei Destruction Mac's, che applica un'armonica a bocca con tocchi blues, anche se la musica di questa band è chiaramente ispirata a gruppi hard rock di band come i Mountain.
Sebbene ci sia stata una piccola rinascita negli anni 1980 con Mauricio Redolés, è stato solo negli anni 1990 che gruppi come El Cruce e La Banda del Capitán Corneta hanno fatto irruzione sulla scena cilena, diffondendo in Cile un blues con sfumature creole. Nel nuovo millennio il blues rock fu portato avanti da band come Perrosky, Julius Popper e La Rata Bluesera.

### 2005–in poi: l'era del digitale, il declino commerciale e il futuro

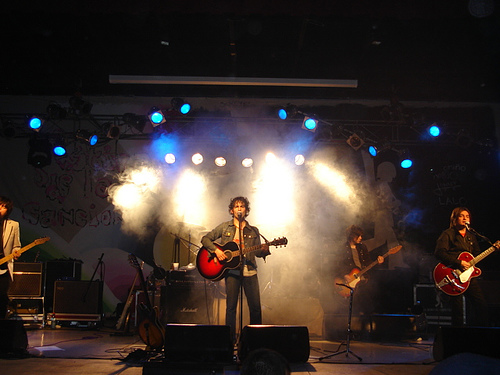
Los Bunkers dal vivo nell'Instituto O'Higgins de Rancagua nel 2006

Questi anni hanno visto un consolidamento dei precedenti successi del rock-pop cileno nel mercato internazionale, mentre gli artisti più anziani sono ormai considerati icone culturali. Durante gli anni 2010, la musica rock in generale ha visto un declino della popolarità mainstream e il rock cileno non ha fatto eccezione, tuttavia ha iniziato a sorgere una nuova generazione di musicisti, per lo più indipendenti e difficili da classificare. Il folk rock e il synth pop sono generi che sono stati reinventati con successo, mentre una scena hard rock sempre presente continua tra le nicchie dei fan.

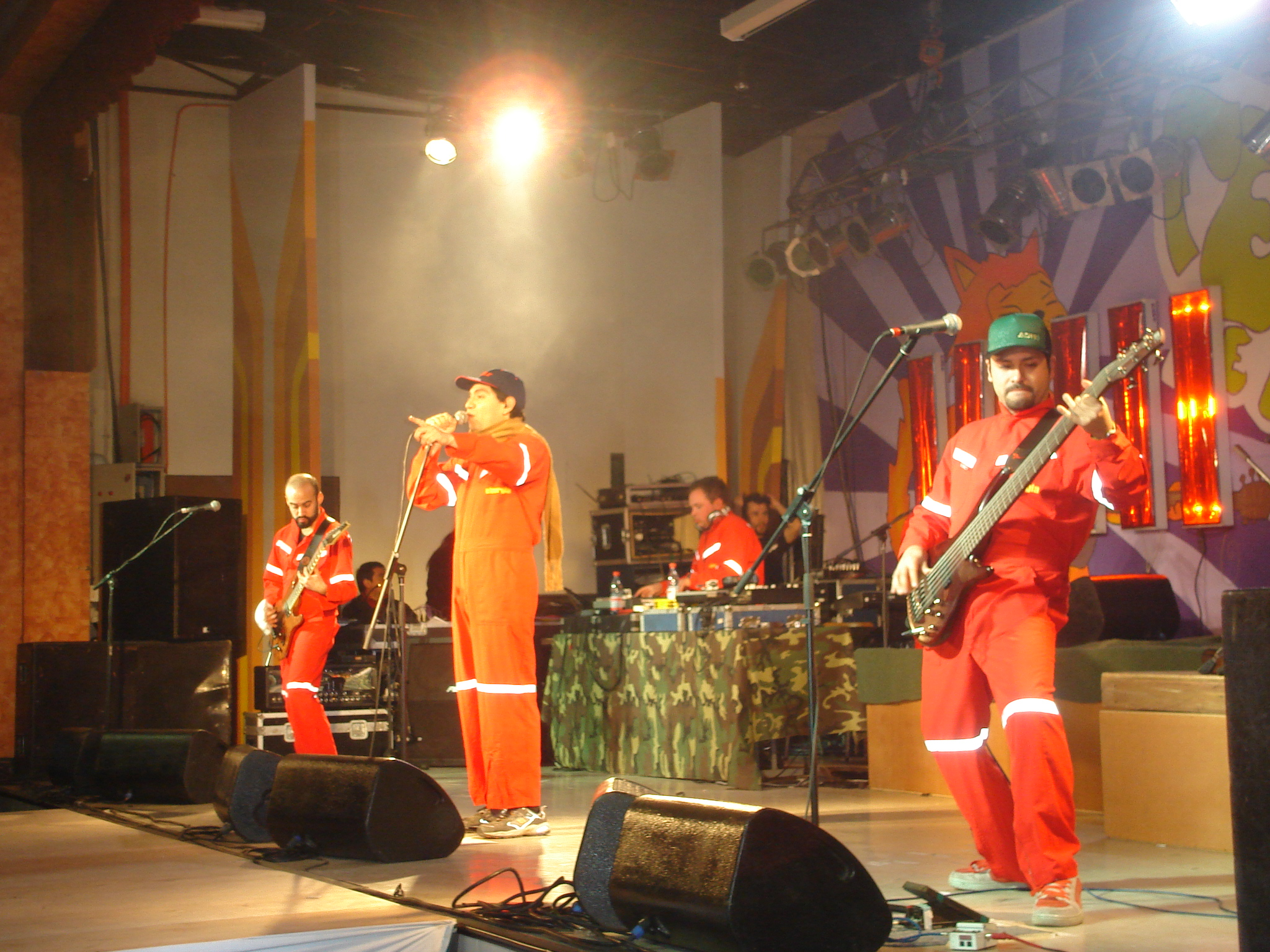
Sinergia all'Instituto O'Higgins de Rancagua nel 2007

Nella seconda metà degli anni 2000, uno dei gruppi rock cileni più conosciuti erano i Los Bunkers, un gruppo rock alternativo di Concepción, formatosi nel 1999. Con il loro sound rock contemporaneo, influenzato dai suoni rock e folk degli anni 1960, la band ha raggiunto il successo internazionale con l'album Vida de perros (vita da cani) e si è esibita al festival Vive Latino a Città del Messico nel 2006 e nel 2007. Sempre da Concepción viene la band De Saloon, formata nel 2003. Un'altra band degna di questo periodo includeva Sinergia, con un mix di nu metal e Comedy rock con testi umoristici di argomenti cileni quotidiani e banali, conquistando fan al di fuori della scena rock.

#### Il nuovo indie, l'acoustic, il synthpop e il rock-pop

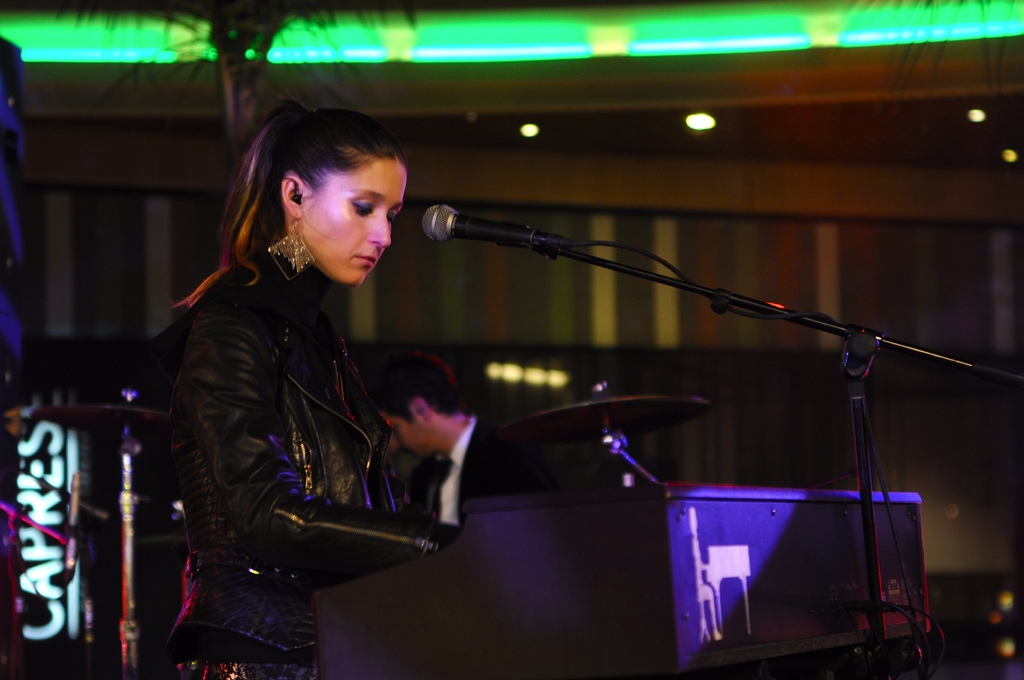
La cantautrice Francisca Valenzuela

Diversi artisti cileni - tra cui Anita Tijoux (precedentemente nota come cantante della band hip hop Makiza), Mon Laferte, Francisca Valenzuela, Álex Anwandter, Gepe, Javiera Mena, Pedropiedra, Camila Gallardo, Denise Rosenthal, María Colores, Teleradio Donoso, Ases Falsos, Planeta No, Astro, Primavera de Praga, Difuntos Correa, Niños del Cerro e Dënver, tra gli altri, ottengono elogi e riconoscimenti internazionali, soprattutto dalla stampa spagnola, con El País che definisce il Cile un "nuovo paradiso del pop". Accanto all'estetica elettronica, una nuova generazione di cantautori per lo più acustici e musicisti ispirati alla world music hanno avuto un'importante presenza sui palchi e nei media. Manuel García (precedentemente noto come leader della Mecánica Popular), Nano Stern, Chinoy, Camila Moreno, Pascuala Ilabaca, Fernando Milagros, Paz Court, Evelyn Cornejo, Paz Quintana, Natalia Comtesse sono alcuni di loro.

#### Punti salienti dell'hard rock

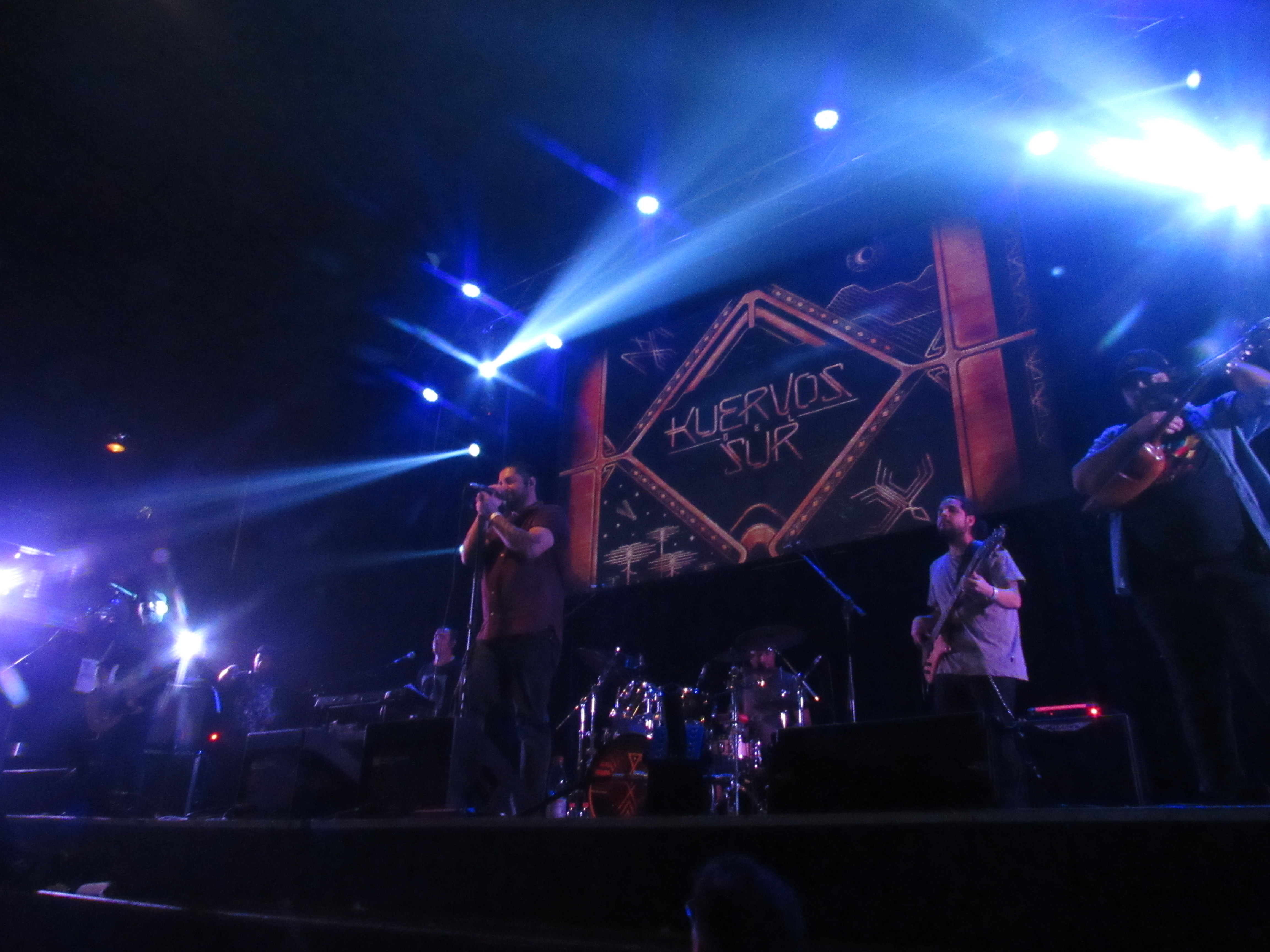
Kuervos del Sur nel 2019 al Club Chocolate di Barrio Bellavista, Santiago

Tra i nuovi gruppi rock più celebrati del decennio ci sono Kuervos del Sur, Rama, Tenemos Explosivos, Alectrofobia, Matorral, Cómo asesinar a Felipes (che fonde hip hop alternativo e jazz con il rock) Weichafe, Adelaida, Angelo Pierattini e Cler Canifrú. I Kuervos del Sur sono considerati gli eredi dei Los Jaivas nel fare rock con strumenti e ritmi latinoamericani, ma con un suono più duro, vicino al post-grunge. Hanno vinto un Pulsar Award per il miglior album rock nel 2017 per El Vuelo del Pillán.

#### Grandi festival

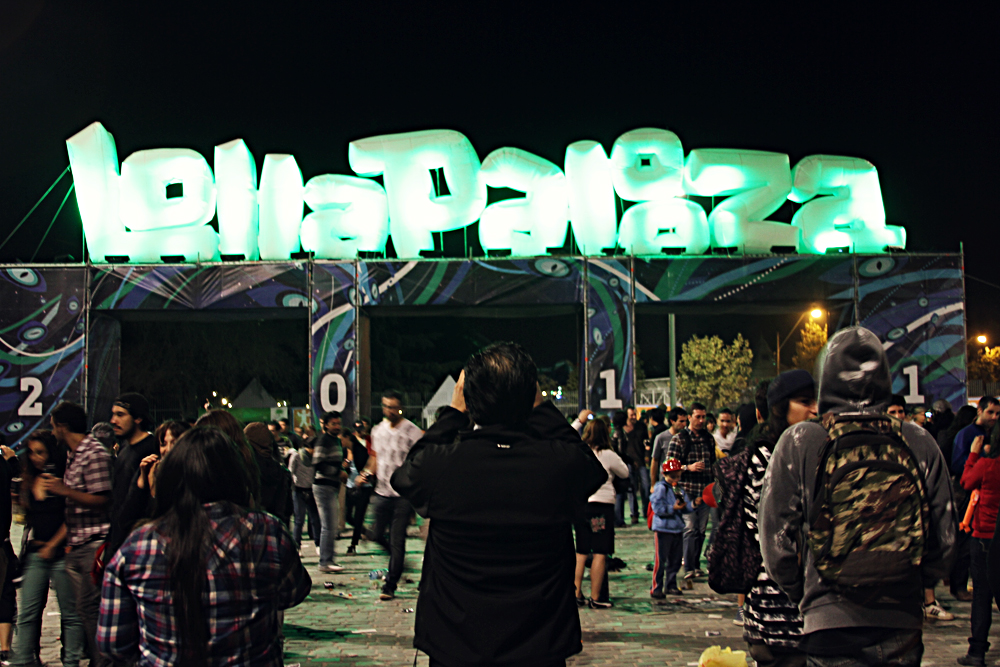
L'ingresso del Lollapalooza Chile del 2011

Nel 2010 "Festival El Abrazo" (Festival dell'abbraccio), tenutosi a Santiago del Cile per celebrare i 200 anni di indipendenza sia per il Cile sia per l'Argentina, i pesi massimi cileni Los Jaivas e Los Tres sono stati raggiunti da noti artisti argentini come Charly García e Fito Páez. Nel frattempo, i Los Bunkers sono stati, nel 2011, la prima band cilena a suonare il Coachella Valley Music and Arts Festival negli Stati Uniti. Nell'aprile 2011, il Cile ha ospitato Lollapalooza Chile, il primo dei famosi festival Lollapalooza che si è tenuto al di fuori degli Stati Uniti. Il suo successo è stato tale che è tornato di nuovo dal 2012 al 2019 e ha attirato artisti internazionali come The Killers, Kanye West, Foo Fighters, Arctic Monkeys e centinaia di altri grandi nomi. Artisti cileni come Los Bunkers, Chico Trujillo e Anita Tijoux si sono poi esibiti nella versione di Chicago del Lollapalooza. Un altro grande festival è stato La Cumbre del Rock Chileno (Le vette del rock cileno) che si è tenuto nel 2007, 2009, 2012, 2013, 2017 e 2018. Si sono esibite centinaia di band cilene. Nel 2012, e di nuovo nel 2013, è stato lanciato in Cile un nuovo festival chiamato Metal Fest, che riunisce rinomate band metal locali con i migliori artisti internazionali come Anthrax, The Misfits e Blind Guardian. Un altro festival eccezionale è Rock en Conce (noto anche come REC), che si tiene dal 2015 a Concepción, considerata la capitale del rock cileno. Oltre a Concepción, ci sono anche altri importanti festival come Rockódromo e Rock Carnaza a Valparaíso, Fluvial a Valdivia, Woodstaco nella regione del Maule e Chiloé Metal Fest nell'arcipelago di Chiloé.